# Helsingborgs IF 2019
Helsingborgs IF 2019 är Helsingborgs IF:s 112:e säsong, deras 67:e i Allsvenskan och deras första säsong i ligan efter att ha spelat i Superettan 2017 och 2018.

## Försäsongen
Laget deltog inte i Svenska cupens gruppspel då de förlorade mot Eskilsminne IF i omgång 2. Laget hade en veckas träningsläger på Mallorca i mars.

## Allsvenskan
Laget slutade på 10:e plats i Allsvenskan efter att ha vunnit 8 matcher, spelat oavgjort 6 matcher och förlorat 16 matcher.

## Intern skytteliga
Allsvenskan 2019
1. Max Svensson, 7
2. Rasmus Jönsson, 4
3. Andri Rúnar Bjarnason, 3
4. Alhaji Gero, 3
5. Alexander Farnerud, 2
6. Tobias Mikkelsen, 2
7. Fredrik Liverstam, 1
8. Andreas Landgren, 1
9. Mamudu Moro, 1
10. Mohammed Abubakari, 1
11. Kundai Benyu, 1
12. Markus Holgersson, 1
13. David Boysen, 1

Svenska cupen 2019
1. Charlie Weberg, 1

## Spelare

### Spelartruppen
| Nr | Land    | Pos | Namn               |
| -- | ------- | --- | ------------------ |
| 1  | Danmark | MV  | Anders Lindegaard  |
| 2  | Guinea  | F   | Ravy Tsouka        |
| 4  | Sverige | F   | Andreas Granqvist  |
| 6  | Sverige | MF  | Andreas Landgren   |
| 7  | Danmark | F   | Anders Randrup     |
| 9  | Niger   | A   | Alhaji Gero        |
| 11 | Sverige | F   | Adam Eriksson      |
| 13 | Sverige | MF  | Mattias Almeida    |
| 14 | Ghana   | MF  | Mohammed Abubakari |
| 15 | Sverige | MF  | Max Svensson       |
| 18 | Sverige | MV  | Alexander Nilsson  |

| Nr | Land    | Pos | Namn                      |
| -- | ------- | --- | ------------------------- |
| 21 | Sverige | F   | Charlie Weberg            |
| 22 | Island  | MF  | Daníel Hafsteinsson       |
| 23 | Sverige | F   | Carl Thulin               |
| 25 | Sverige | MV  | Kalle Joelsson            |
| 34 | Sverige | MF  | Filip Sjöberg             |
| 36 | England | A   | Noel Mbo                  |
| 37 | Sverige | MF  | Armin Gigovic             |
| 38 | Sverige | F   | Jakob Voelkerling Persson |
| -- | Sverige | A   | Assad Al Hamlawi          |

### Övergångar

#### Spelare in
| Pos | Namn                | Ålder | Från                  | Datum           | Typ                     | Källa  |
| --- | ------------------- | ----- | --------------------- | --------------- | ----------------------- | ------ |
| MF  | Kundai Benyu        | 21    | Celtic FC             | 26 feb 2019     | Lån t.o.m 30 jan 2020   | hif.se |
| MV  | Tom Glover          | 21    | Tottenham Hotspurs FC | 3 april 2019    | Lån t.o.m. 30 juni 2019 | hif.se |
| MF  | Ibrahim Bancé       | 19    | ASEC Mimosas          | 10 juli 2019    | Lån säsongen ut         | hif.se |
| MF  | Daníel Hafsteinsson | 19    | KA Akureyri           | 17 juli 2019    | Kontrakt 3,5 år         | hif.se |
| MV  | Anders Lindegaard   | 35    | Burnley FC            | 18 juli 2019    | Kontrakt 2,5 år         | hif.se |
| MF  | Tashreeq Matthews   | 18    | BVB Dortmund          | 13 augusti 2019 | Lån säsongen ut         | hif.se |

#### Spelare ut
| Pos | Namn              | Ålder | Anledning                  | Datum        | Källa         |
| --- | ----------------- | ----- | -------------------------- | ------------ | ------------- |
| MV  | Tom Glover        | 21    | Slut på lån                | 30 juni 2019 | hif.se        |
| A   | Rasmus Jönsson    | 29    | Försäljning Buriram United | 1 juli 2019  | hif.se        |
| MF  | Kundai Benyu      | 21    | Slut på lån                | 8 nov 2019   | instagram.com |
| MF  | Tashreeq Matthews | 19    | Slut på lån                | 18 nov 2019  | hif.se        |
| MF  | Tashreeq Matthews | 18    | Slut på lån                | 2 dec 2019   | hif.se        |